# 60-я пехотная дивизия (Российская империя)
60-я пехотная дивизия — пехотное соединение в составе российской императорской армии

## История дивизии
Сформирована в июле 1914 года из кадра 9-й пехотной дивизии. Вошла в состав 3-й армии Юго-Западного фронта. Сражалась в Рава-Русской операции. 18.09.1914 подчинена командующему формируемой для штурма Перемышля Блокадной армии. Включена в состав 28-го армейского корпуса Юго-Западного фронта.

Хорошо показала себя и 60-я пехотная дивизия (особенно 240-й пехотный Ваврский полк под Львовом и на штурме Перемышля, и в карпатских предгорьях в декабре 1914 года). На боевой её репутации есть, однако, тёмное пятно — Козювка. Войдя в состав XIV армейского корпуса на Северном фронте, она стойко отразила наступление германской группы Шольца в апреле 1916 года. — Керсновский А. А. История Русской армии

26 марта — в светлый праздник — германцы Линзингена вероломным образом овладели Козювкой. Бесчестный враг знал, как мы чтим праздник Пасхи, и решил этим воспользоваться. К этому времени финляндские стрелки, бессменно 2 месяца защищавшие Козювку, были отведены на отдых и сменены частями 60-й пехотной дивизии. Один из полков этой последней — 237-й пехотный Грайворонский — и занял высоту 992. Германские парламентёры пожелали хороших праздников и обещали все праздники не стрелять. Мягкотелые россияне, разумеется, раскисли от умиления, не подозревая, что германское племя «рождено во лжи». Внезапным ударом вюртембергские полки разметали безмятежно разговлявшихся грайворонцев и захватили Козювку, от которой неизменно два месяца подряд отбивались финляндскими стрелками. Эти последние плакали от бешенства, бросаясь в неистовые контратаки. Но, несмотря на все усилия, вернуть Козювки им не удалось — неравенство сил было слишком велико. Все попытки XXII корпуса и 60-й пехотной дивизии вернуть её оказались безуспешны. Эта досадная утрата значительно ухудшила положение Карпатского фронта, создав угрозу в стрыйском направлении. — Керсновский А. А. История Русской армии
60-я артиллерийская бригада сформирована в июле 1914 года по мобилизации в г. Полтаве из кадра, выделенного 9-й артиллерийской бригадой

## Состав дивизии
- 1-я бригада
  - 237-й Грайворонский пехотный полк
  - 238-й Ветлужский пехотный полк
- 2-я бригада
  - 239-й Константиноградский пехотный полк
  - 240-й Ваврский пехотный полк
- 60-я артиллерийская бригада

## Командование дивизии

### Начальники дивизии
- 19.07.1914-30.04.1915 — генерал-майор (с 12.12.1914 генерал-лейтенант) Баранов, Пётр Михайлович
- 17.05.1915-18.04.1916 — генерал-лейтенант Мамонтов, Владимир Петрович
- 20.05.1916-22.05.1917 — генерал-майор Яновский, Николай Кириллович
- 22.05.1917-xx.xx.xxxx — генерал-майор Лятур, Стефан Юлианович

### Начальники штаба дивизии
- на 03.1915 — полковник Ростовцев, Фёдор Иванович
- 22.06.1915 — после 03.01.1917 — подполковник (с 06.12.1915 полковник) Шайбле, Александр Яковлевич
  - 14.07.1916 — хх.хх.хххх — и. д. капитан Затеплинский, Виктор Константинович
- 18.03.1917 — 07.12.1917 полковник (с 24.09.1917 генерал-майор) Буравцов, Михаил Александрович
  - 10.08.1917 — 10.10.1917 — вр. и. д. Цейтлин, Василий Михайлович
- 09.12.1917 — хх.04.1918 — и. д. подполковник Карклин, Вильгельм-Юлиус Карлович

### Командиры бригады
- 29.07.1914—17.10.1914 — генерал-майор Матвеев, Михаил Львович
- 17.10.1914—19.12.1914 — генерал-майор Попович-Липовац, Иван Юрьевич
- 21.08.1915—29.01.1917 — генерал-майор Носков, Пётр Алексеевич

### Командиры 60-й артиллерийской бригады
- 16.11.1914—18.11.1915 — полковник (генерал-майор) Лахтионов, Владимир Нилович
- 09.11.1915—после 10.07.1916 — генерал-майор Товстолес, Василий Григорьевич